# 콘스탄티노스 카나리스
콘스탄티노스 카나리스(그리스어: Κωνσταντίνος Κανάρης, 1793년 또는 1795년 ~ 1877년 9월 14일)는 그리스의 제독이자 정치가이다.

## 정치 이력
카나리스는 여러 정부에서 장관으로 재직하였으며, 이후 1844년 3월 11일부터 4월 11일까지 국무총리로 재임하였다. 또 제2대(1848년 10월 27일 ~ 1849년 12월 24일)와 제3대(1854년 5월 28일 ~ 1854년 7월 29일) 총리로 일하였다.
1862년 그는 그리스 왕국의 오톤 임금을 무혈 혁명으로 폐위하고 덴마크의 빌헬름 공을 요르요스 1세로 즉위시킨 얼마 남지않은 혁명 노장이었다. 요르요스 1세 시대에 그는 제4대(1864년 3월 17일 ~ 4월 28일)와 제5대(1864년 8월 7일 ~ 1865년 2월 9일), 마지막으로 제6대(1877년 6월 7일 ~ 9월 2일)로 총리를 지냈다.

## 서훈
- Order of the Redeemer: 대십자장 (그리스 왕국)
- Royal Guelphic Order: 대십자장 (하노버 왕국)
- Order of the Dannebrog: 대십자장 (단마르크 왕국)

## 같이 보기
- 그리스 독립 전쟁
- 그리스의 총리
- 그리스의 역사